# صفيراء كهرمانية
صفيراء كهرمانية (الاسم العلمي:Sophora flavescens) هي نوع من النباتات يتبع جنس الصفيراء من الفصيلة البقولية. موطنها آسيا وأوقيانوسيا وجزر المحيط الهادئ.